# Filipovice (Borotice)
Filipovice (dříve též Filipov, německy Phillipsdorf) jsou osada obce Borotice v okrese Znojmo v Jihomoravském kraji. Ulicová zástavba Filipovic leží východně od kaple svatého Václava, s vlastními Boroticemi je téměř srostlá. V současnosti tvoří východní polovinu obce. Filipovice se nacházejí u řeky Jevišovky, asi 16 km západně od Znojma.
Osada byla založena v roce 1785 v rámci raabizace. Filipov patřil tehdy k farnosti a panství Lechovice. Koncem 19. století byl český název změněn na Filipovice. V roce 1960 ztratily Filipovice status části obce, poté v roce 1964 byly sloučeny s Boroticemi a domy byly přečíslovány.
V současnosti je v zástavbě bývalých Filipovic registrováno 48 čísel popisných. Nachází se zde kaplička.
| Rok            | 1869 | 1880 | 1890 | 1900 | 1910 | 1921 | 1930 | 1950 |
| -------------- | ---- | ---- | ---- | ---- | ---- | ---- | ---- | ---- |
| Počet obyvatel | 218  | 237  | 234  | 249  | 253  | 212  | 205  | 121  |
| Počet domů     | 50   | 48   | 49   | 49   | 50   | 50   | 56   | 37   |